# اوشین لامبروناتسی

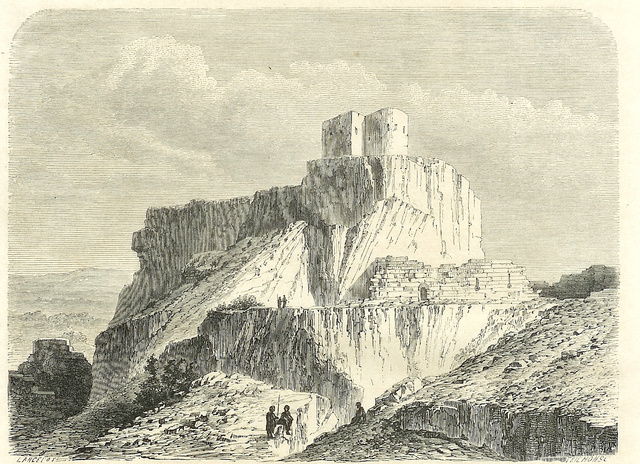
نمای قرن نوزدهمی از دژ امبرون اثر ویکتور لانگلویس

اوشین لامبروناتسی ( ارمنی: Օշին Լամբրոնացի ) اشراف زاده ای ارمنی بود. منابع تاریخی ذکر کرده اند که او ارباب دژی در نزدیکی شهر گنجه در قفقاز (آذربایجان امروزی) بود که در اوایل دهه 1070 به کیلیکیه مهاجرت کرده و دودمان لامبرون را تأسیس کرد که توانستند در سده های دوازده و سیزده به پادشاهی ارمنی کیلیکیه دست یابند.
در آدانا، نیروهای اوشین با ترکان در شهر درگیر بودند که شماری از نیروهایی که در مسیر کیلیکیه از بالدوین جدا شده بودند به سرپرستی شوالیه ای به نام ولف به شهر رسیده و موفق شده بودند به درون قلعه رخنه کنند. با نزدیک شدن سپاه تانکرد، ترکان شهر را گذاشته و گریختند و تانکرد مورد خوشآمد گویی ولف قرار گرفته و در مقامش به عنوان حاکم شهر مورد تایید تانکرد قرار گرفت. اوشین ضمن سپاسگزاری از مداخله تانکرد، او را برای حرکت به سوی موپسوئست که در اختیار ترکان قرار داشت و رقیبش کستانتین پسر روبن هم بر آن چشم طمع داشت، تشویق کرد. تانکرد دعوت اوشین را پذیرفت و به سوی موپسوئست حرکت کرده و در یکم اکتبر به آنجا رسید و پادگان ترکان شهر به محض دیدن سپاه او، شهر را در دست ساکنان مسیحیش رها کرده و گریختند.